# Wild Hearts Tour
Wild Hearts Tour var den 11. koncertturné af det danske elektro-rock-band Dúné. Den startede 28. marts 2013 og sluttede 24. november samme år. Turnéen understøttede bandets tredje studiealbum Wild Hearts som udkom i februar 2013.
Touren var delt op i fire etaper. Første del var henlagt til Danmarks fire største byer, da bandet spillede i Vega i København, Studenterhuset i Aalborg, Posten i Odense og Train i Aarhus. Sommerdelen bestod udelukkende af de store udendørs scener og festivaler, og startede i bandets hjemby Skive, hvor de var med til at åbne Skive Festival. Efter at have spillet for fulde huse på Smukfest i Skanderborg, sluttede de af ugerne efter med koncerter i Skuespilhuset i København, Kalundborg Rock'er og Kongens Have i København.
Efterårsdelen af Wild Hearts Tour blev afviklet på mindre spillesteder i Danmark, med undtagelse af en udsolgt koncert i Pumpehuset i København. Blandt andet spillede bandet også to udsolgte koncerter på Fatter Eskil i Aarhus i forbindelse med stedets 40 års jubilæum. Ved ni af koncerterne havde Dúné opvarmningsband med. Disse var fundet via Local Heroes-projektet, hvor lokale, uerfarne kunstnere kan få muligheden for at spille foran et større publikum.
I midten af november sluttede bandet deres turne af med syv akustiske koncerter, hvor den faste trommeslager Morten Hellborn ikke var med. Som opvarmning havde Dúné taget den 15-årige amerikanske singer-songwriter Gavyn Bailey med. Før turnéens sidste koncert blev Dúné og Gavyn Bailey inviteret i TV 2 programmet GO' Morgen Danmark i Tivoli, hvor de sammen fremførte en akustisk version af "Let's Spend the Night Together", ligesom bandet var i studiet til interview, og efterfølgende blev forsanger Matt Kolstrup interviewet sammen med Bailey.

## Modtagelse
Koncerterne fik gode anmeldelser henover året. Allerede fra anden koncert blev det til fem ud af seks stjerner efter koncerten i Odense. Kritiker Lisa Emilia nævnte blandt andet: 
| Citat | Jeg gik med tanken om at reduceringen af bandmedlemmer ville have en effekt på Dúné, og jeg var lidt i den lejr, at jeg tvivlede på om en Dúné koncert stadig var helt det samme. Jeg blev overrasket, meget positivt overrasket. | Citat |
|       | |       |

Ugen efter var Gaffas Nanna Jenner Jensen på plads i Aarhus, da Dúné spillede på Train. Her gav hun fire ud af seks stjerner, og bemærkede følgende: "Det er et ungt publikum, og en del har deres forældre med. Måske det er derfor at festen for alvor først sparkes i gang tilsidst med hitsne "All That I Have", "Dry Lips" og "Heiress Of Valentina". Og der får de så også hele Train i deres hule hånd, ganske velfortjent, for Dúné er et fremragende band live."

Efterårets koncerter ramte også noget anmelderne kunne lide. Fra første weekend blev det til seks ud seks stjerner, da Emilie Høgh gav maksimum stjerner for koncerten på Godset i Kolding, og kaldte koncerten for en: "Fantastisk fest". Da bandet gæstede Fermaten i Herning blev det til fem stjerner fra Poplish.dk som nævnet bandets evne til at kommunikere med publikum: 
| Citat | Dúné har altid fået stor ros for deres måde hvorpå de gang på gang formår at komme helt udover scenekanten og kommunikere med publikum. I fredags var ingen undtagelse. For når man får selv person med lemmer i gips til at gå fuldstændig amok (klappe, hoppe, skrige o.l.) på kommando, så gør man tydeligvis noget rigtigt. | Citat |
|       | |       |

## Setlister
På de fire etaper af Wild Hearts Tour blev blev der spillet forskellige numre, ligesom rækkefølgen heller ikke var ens.

### Fall Tour
1. INTRO
2. Let's Spend the Night Together
3. Renegade
4. Bloodlines
5. 80 Years
6. The World Is Where We're Heading (Stages)
7. The Sun Over Green Hills
8. Let Go Of Your Love
9. HELL NO!
10. Wanted Out
11. The Final Party of The 21st Century
12. John Wayne vs. Mary Chain
13. Question of Time
14. All That I Have
15. Revolution
16. Victim Of The City
17. Dry Lips
18. Go Go Valentina

Ekstra numre
1. Remember Valentina (It takes will)
2. Heiress of Valentina

## Personel
På en tour er der udover bandet tilknyttet forskellige personer.

### Band
- Matt Kolstrup - vokal
- Danny Jungslund - guitar
- Ole Bjórn - keyboards og vokal
- Piotrek Wasilewski - bas, synthesizer og vokal
- Morten Hellborn - trommer og vokal

### Personale
- Thomas Gerdes - tourmanager
- Sylvester Zimsen - lydtekniker
- Michael Houborg - backliner
- Simon Lücking - merchandise og fans
- Christian Skjølstrup - manager (Instant Major)

## Turnédatoer
| Dato              | By          | Land    | Sted                |
| ----------------- | ----------- | ------- | ------------------- |
| Spring Tour       |             |         |                     |
| 28. marts 2013    | Aalborg     | Danmark | Studenterhuset      |
| 29. marts 2013    | Odense      | Danmark | Musikhuset Posten   |
| 30. marts 2013    | København   | Danmark | Vega                |
| 5. april 2013     | Aarhus      | Danmark | Train               |
| 29. april 2013    | København   | Danmark | Toldboden           |
| 30. april 2013    | Odense      | Danmark | Grand Hotel         |
| 1. maj 2013       | Aarhus      | Danmark | Scandic Aarhus City |
| 2. maj 2013       | Saltum      | Danmark | Fårup Skovhus       |
| 4. maj 2013       | Viborg      | Danmark | Nordisk Park        |
| Summer Tour       |             |         |                     |
| 7. juni 2013      | Skive       | Danmark | Skive Festival      |
| 12. juni 2013     | Skanderborg | Danmark | Sølund Festival     |
| 29. juni 2013     | Thisted     | Danmark | Thy Rock            |
| 29. juni 2013     | Skærbæk     | Danmark | Skærbæk Open Air    |
| 6. juli 2013      | Nibe        | Danmark | Nibe Festival       |
| 12. juli 2013     | Sønderborg  | Danmark | Ringridderfest      |
| 13. juli 2013     | Vig         | Danmark | Vig Festival        |
| 18. juli 2013     | København   | Danmark | Rådhuspladsen       |
| 27. juli 2013     | Varde       | Danmark | Open Air Varde      |
| 9. august 2013    | Skanderborg | Danmark | Smukfest            |
| 16. august 2013   | København   | Danmark | Skuespilhuset       |
| 17. august 2013   | Kalundborg  | Danmark | Kalundborg Rocker   |
| 25. august 2013   | København   | Danmark | Kongens Have        |
| Fall Tour         |             |         |                     |
| 4. oktober 2013   | Assens      | Danmark | Tobaksgården        |
| 5. oktober 2013   | Kolding     | Danmark | Godset              |
| 10. oktober 2013  | Grenaa      | Danmark | Pavillonen          |
| 11. oktober 2013  | Vejle       | Danmark | Bygningen           |
| 12. oktober 2013  | Odense      | Danmark | Kulturmaskinen      |
| 17. oktober 2013  | Sønderborg  | Danmark | Sønderborghus       |
| 18. oktober 2013  | Aarhus      | Danmark | Fatter Eskil        |
| 19. oktober 2013  | Aarhus      | Danmark | Fatter Eskil        |
| 24. oktober 2013  | København   | Danmark | Pumpehuset          |
| 25. oktober 2013  | Herning     | Danmark | Fermaten            |
| 26. oktober 2013  | Randers     | Danmark | Værket              |
| 2. november 2013  | Næstved     | Danmark | Vershuset           |
| Akustisk Tour     |             |         |                     |
| 18. november 2013 | Odense      | Danmark | Kansas City         |
| 19. november 2013 | Kolding     | Danmark | Pitstop             |
| 20. november 2013 | Aarhus      | Danmark | Fatter Eskil        |
| 21. november 2013 | Fanø        | Danmark | Realen              |
| 22. november 2013 | Aars        | Danmark | -                   |
| 23. november 2013 | Haderslev   | Danmark | Månen               |
| 24. november 2013 | København   | Danmark | Huset i Magstræde   |